# Niob(IV)-bromid
Niob(IV)-bromid ist eine anorganische chemische Verbindung des Niobs aus der Gruppe der Bromide.

## Gewinnung und Darstellung
Niob(IV)-bromid kann durch Reaktion von Niob mit Brom gewonnen werden, wobei auch Niob(V)-bromid entsteht.
{\displaystyle \mathrm {Nb+2\ Br_{2}\longrightarrow NbBr_{4}} }

## Eigenschaften
Niob(IV)-bromid ist ein sehr feuchtigkeitsempfindlicher diamagnetischer Feststoff, der in Form von schwarzen Nadeln mit Stahlglanz vorliegt. In verdünnter Bromwasserstoffsäure ist er löslich, wobei die Lösung tintenblau aussieht. Seine Kristallstruktur ist orthorhombisch mit der Raumgruppe Amam (Raumgruppen-Nr. 63, Stellung 4), a = 717,9 pm, b = 1222 pm, c = 1285 pm.